# Kriget mot terrorismen

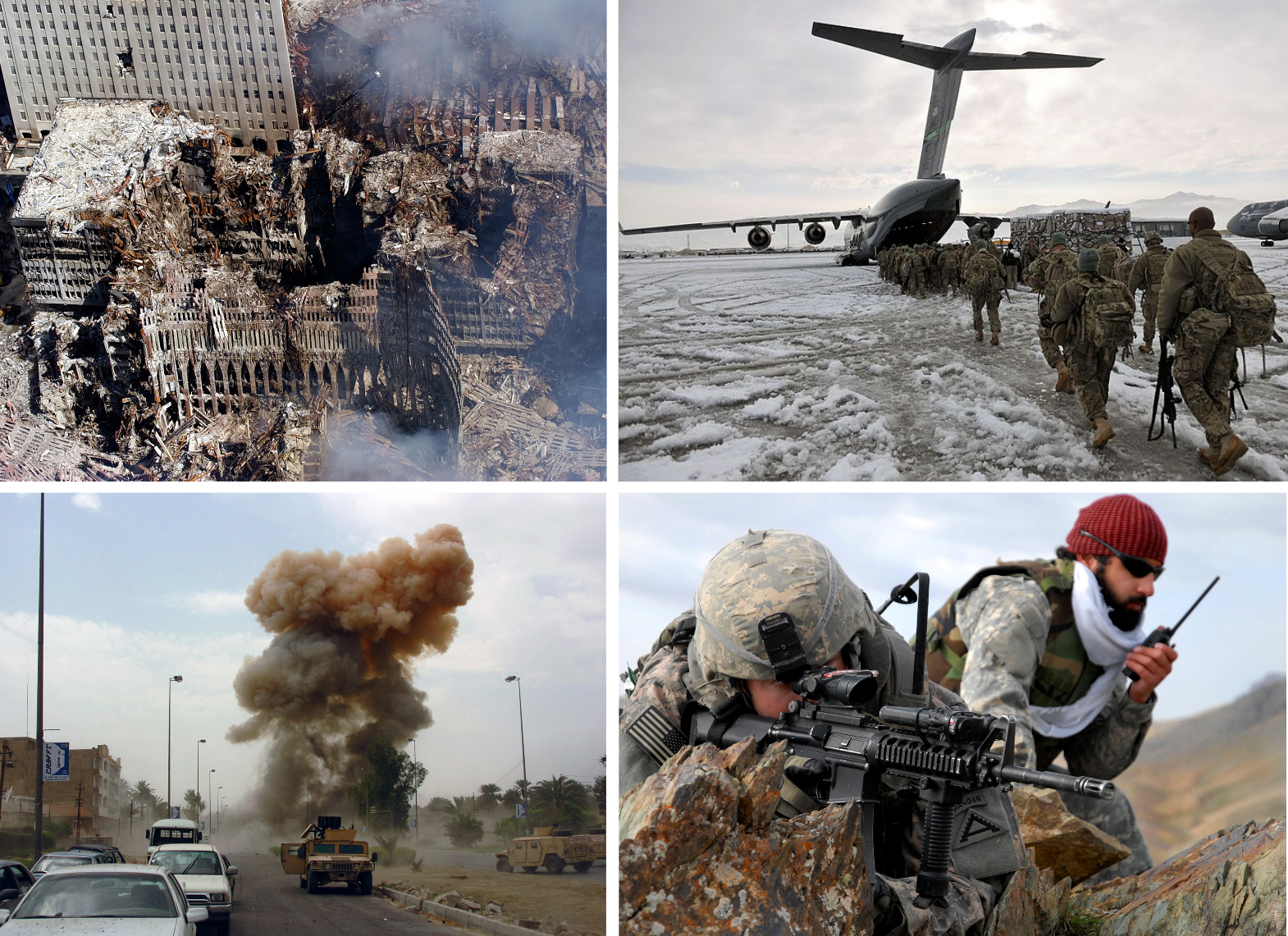
Montage av bilder tagna av USA:s Armé/Marin

Kriget mot terrorismen (även kallat globala kriget mot terrorismen, USA:s krig mot terrorismen eller vardagligt kriget mot terrorn) är benämningen på den militära kampanj som startades efter terrorattackerna den 11 september 2001 på initiativ av USA. Det genomfördes under regeringen George W. Bush, med stöd från Storbritannien, resten av Nato-länderna samt ett antal andra länder. Målet med kampanjen var att eliminera organisationen al-Qaida och terroristanknutna regimer.
Termen kriget mot terrorismen (på engelska War on Terror) användes ofta av den före detta amerikanska presidenten George W. Bush och andra högt uppsatta amerikanska tjänstemän för att beskriva de militära, politiska, rättsliga och ideologiska strider mot organisationer som utpekades som terrorister och regimer som anklagades för att ha kopplingar till terrorister eller att ge dem stöd som kunde ses som ett hot mot USA och dess allierade. Vanligtvis var det särskild fokus på militanta islamister och al-Qaida.
Regeringen Obama avvecklade termen "kriget mot terrorismen" och använd istället termen "Overseas Contingency Operation".
Både termen och den politik som har använts har varit kontroversiella, då kritiker har hävdat att den har använts för att rättfärdiga krig, brott mot mänskliga rättigheter och andra brott mot internationell rätt.

## Bakgrund
År 1988 lades grunderna till al-Qaida av Usama bin Ladin inom gerillaorganisationen Makhtab al-Khidamat (MAK) för att kämpa mot de sojvetiska trupperna i det afghansk-sovjetiska kriget. USA gav stöd till al-Qaida under denna tid. Usamas mål var att bedriva jihad mot Sovjetunionen. När Sovjet drog sig ur Afghanistan var det många i MAK som ville utvidga sin verksamhet för att befria även andra islamiska länder. al-Qaida var en av de grupperna i MAK som utvidgade sin verksamhet.
Usama bin Ladin ville även att al-Qaida skulle föra kampen på en icke-militär nivå, då de flesta länder inte är lika instabila som Afghanistan och det därför är svårt att föra ett gerillakrig i dessa. År 1989 splittrades MAK och de flesta medlemmarna gick över till bin Ladins organisation.
Träningen började då inrikta sig mer på terrorism och al-Qaida byggde upp ett nätverk av falska välgörenhetsorganisationer för att finansiera sin verksamhet.
När Irak invaderade Kuwait den 2 augusti 1990 hamnade huset Saud i farozonen. Världens värdefullaste oljefält kunde lätt bli attackerade av de irakiska trupperna och Saddam Hussein uppmanade till panislamism. bin Ladin träffade kung Fahd och Saudiarabiens försvarsminister och sade till dem att de inte skulle lita på icke-muslimska trupper och erbjöd sig att skydda Saudiarabien med hans krigare. Usamas erbjudande avvisades och efter att USA erbjöd sig att hjälpa till med att slå tillbaka mot Irak accepterades av Saudiarabien, vilket innebar att USA skulle placera trupper i Saudiarabien. Usama fördömde Saudiarabiens beroende av den amerikanska militären eftersom han ansåg att en närvaro av utländska trupper i "landet med de två moskéerna" (Mekka och Medina) vanhelgade helig mark.
Kort efter det började bin Ladin fokusera på attacker mot västvärlden. Under 1990-talet började al-Qaida utföra terroristattacker, varav några var riktade mot amerikanska mål såsom bombningen av World Trade Center 1993. Redan år 1990 hittade FBI bevis för att medlemmar i al-Qaida hade planer på att spränga skyskrapor i New York. Under tiden som talibanerna styrde Afghanistan så skapade al-Qaida en stor operationsbas där eftersom de hade stöd från talibanregimen.
Den 11 september 2001 kapade medlemmar från al-Qaida fyra amerikanska passagerarflygplan. Två av flygplanen flögs in i World Trade Centers tvillingtorn på Manhattan i New York, det tredje flögs in i USA:s försvarshögkvarter Pentagon och det fjärde kraschade på ett fält utanför Shanksville i Pennsylvania. Totalt dödades cirka 3 000 människor i attackerna. Detta ledde till att George W. Bush startade vad han kallade kriget mot terrorismen genom att invadera talibanregimen i Afghanistan som skyddade al-Qaida.

## Terminologi
Konflikten har även nämnts vid andra namn än kriget mot terrorismen:
- Tredje världskriget[10][11]
- Fjärde världskriget[12][13][14] (då kalla kriget ses som det tredje)
- Bushs krig mot terrorismen[15][16][17]

År 1984 använde regeringen Reagan termen "kriget mot terrorism" för att försöka få igenom ett lagförslag som gick ut på att frysa olika terroristgruppers tillgångar. Författaren Shane Harris sade att det var en reaktion på ett terroristdåd mot USA i Beirut 1983.
Den 16 september 2001 använde George W. Bush frasen för första gången då han höll ett tal vid militärbasen Camp David. Han sade då att det var "ett korståg, ett krig mot terrorism, som kommer att ta ett tag". Att han hade använt ordet "korståg" bad han senare om ursäkt för på grund av de negativa kopplingarna som ordet hade till personer med muslimsk tro. Den 20 september 2001 startade Bush kriget mot terrorismen vid ett tal till den amerikanska kongressen då han sade; "Vårt 'krig mot terrorism' börjar med al-Qaida, men det slutar inte där. Det kommer inte att ta slut förrän varje terroristgrupp på global nivå har blivit stoppad."
USA:s president Barack Obama har sällan använt termen, men i sitt installationstal den 20 januari 2009 sade han: "Vår nation är i krig, mot ett omfattande nätverk av våld och hat." I mars 2009 bytte det amerikanska försvarsdepartementet officiellt namn på verksamheten från "det globala kriget mot terrorn" till "Overseas Contingency Operation" (OCO).

### Invändningar mot termen
Användningen av begreppet "krig" mot "terrorism" har varit kontroversiellt då kritiker har påstått att det har blivit utnyttjat av de deltagande regeringarna för att kunna dra ner på medborgerliga rättigheter och kränka mänskliga rättigheter. Vissa påstår att termen krig inte är lämplig i det här sammanhanget då de anser att det inte finns någon självklar fiende och att det är osannolikt att internationell terrorism skulle kunna elimineras med hjälp av militära medel. Ken MacDonald, överåklagare och chef för Crown Prosecution Service i Storbritannien (Englands högsta åklagare), har sagt att de ansvariga för terrordåd såsom bombdåden i London 2005 är inte soldater i ett krig, utan brottslingar som bör hanteras av det straffrättsliga systemet. Andra kritiker, såsom Francis Fukuyama, har sagt att terrorism är en taktik och inte en fiende. Gore Vidal har invänt mot termen då han säger att man inte kan föra krig mot ett abstrakt substantiv - vilket är vad "terrorism" är - och menade vidare att termen är lika meningsfull som ett "krig mot mjäll". Vidal hävdade också att kriget var ett sätt för Bush att sko sig personligen.
Termen terrorism har blivit kännetecknad som otydlig. FN:s kontor för narkotikakontroll och förebyggande av brott har sagt att det inte finns någon bestämd definition av terrorism och att det har visat sig att det har lett till ett hinder för att kunna genomföra meningsfyllda internationella motaktioner mot terrorismen. Utöver det sade organet att "Vissa har ofta sagt att en stats 'terrorist' är en annan stats 'frihetskämpe'." Myndigheter i Iran, Libanon och Venezuela använder ofta termen "terrorism" för att beskriva USA:s handlingar.

## USA:s mål
Regeringen George W. Bush fastställde år 2003 följande mål i kriget mot terrorismen:
1. Besegra terrorister såsom Usama bin Ladin och Abu Musab al-Zarqawi samt förstöra deras organisationer
2. Identifiera, lokalisera och förgöra terrorister och deras organisationer
3. Neka sponsring, stöd och fristäder för terrorister
  1. Göra slut på statlig sponsring av terrorism
  2. Upprätta och vidmakthåll en internationell standard för ansvar när det gäller att bekämpa terrorism
  3. Stärka och stödja internationella insatser som bekämpar terrorism
  4. Arbeta med villiga och kapabla stater
  5. Förstärka svaga stater
  6. Övertyga tveksamma stater
  7. Tvinga ovilliga stater
  8. Förbjuda och störa materiellt stöd till terrorister
  9. Eliminera fristäder och tillflyktsorter för terrorister
4. Minska de bakomliggande förhållanden som terrorister försöker att utnyttja
  1. Samarbeta med det internationella samfundet för att stärka svaga stater och förhindra (åter)uppkomst av terrorism
  2. Vinna det idealiska kriget
5. Försvara amerikanska medborgare och deras verksamheter inrikes och utrikes
  1. Genomföra den nationella strategin för Homeland Security
  2. Få medvetande inom landet
  3. Förstärka åtgärder för att säkerställa integritet, tillförlitlighet och tillgänglighet av viktig fysisk och information infrastrukturer inrikes och utrikes
  4. Skapa åtgärder för att skydda amerikanska medborgare utomlands
  5. Säkerställa en strukturerad och kapabel incidenthantering

## Amerikanska och Nato-ledda insatser

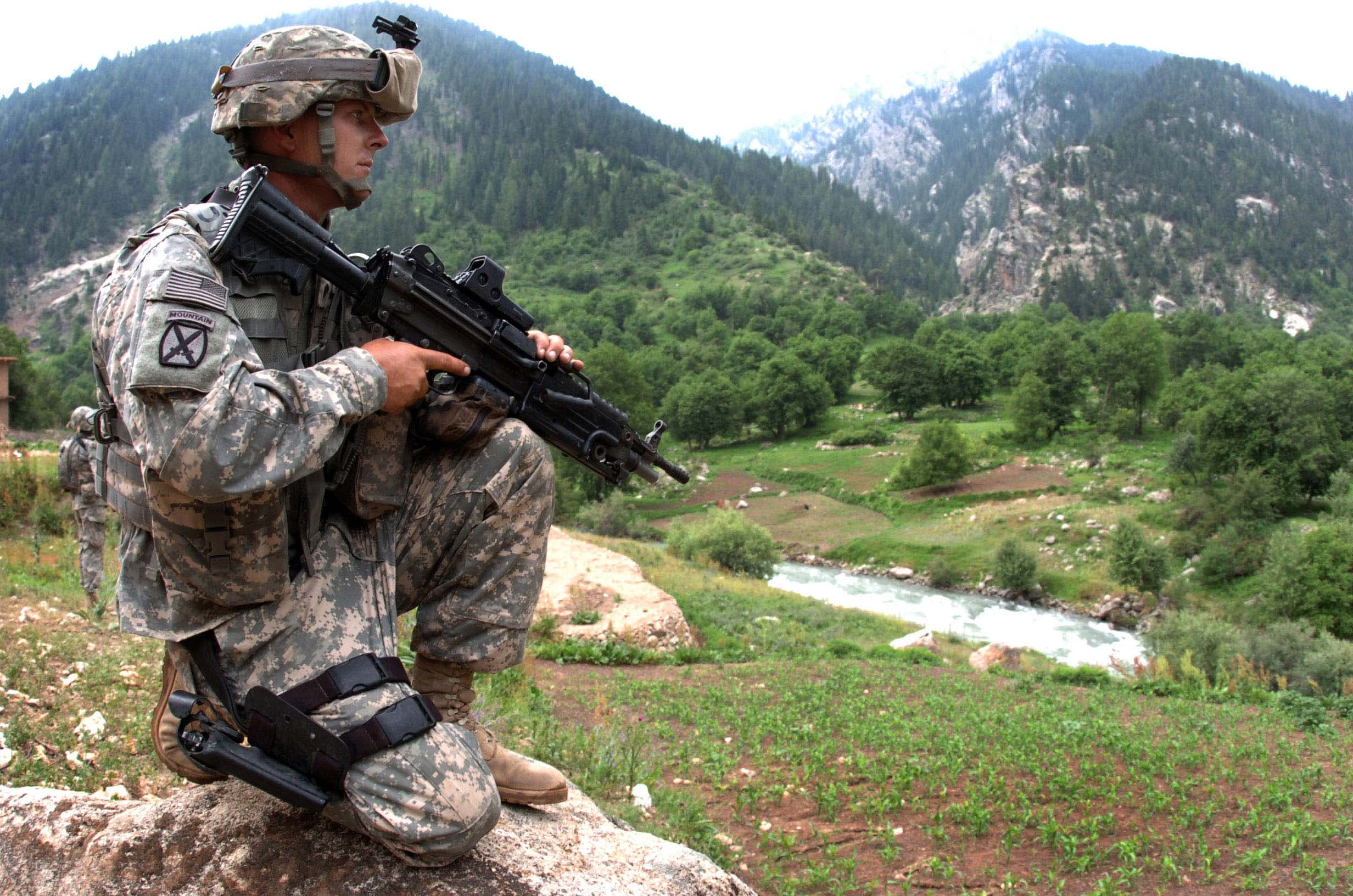
Amerikansk soldat från 10th Mountain Division i Nuristan

### Operation Active Endeavour
Under oktober 2001 började Operation Active Endeavour vilket är en marin operation av Nato som ett svar på 11 september-attackerna. Operationen verkar i Medelhavet och är avsedd för att förhindra förflyttning av militanter eller massförstörelsevapen samt att öka säkerheten för sjöfarten i allmänhet. Verksamheten har även hjälpt Grekland med sitt förebyggande av illegal invandring.

### Operation Enduring Freedom
Operation Enduring Freedom (OEF) är regeringen Bushs officiella benämning för kriget i Afghanistan, och tre mindre militära insatser, som är en del av det globala kriget mot terrorismen.

#### Afghanistankriget

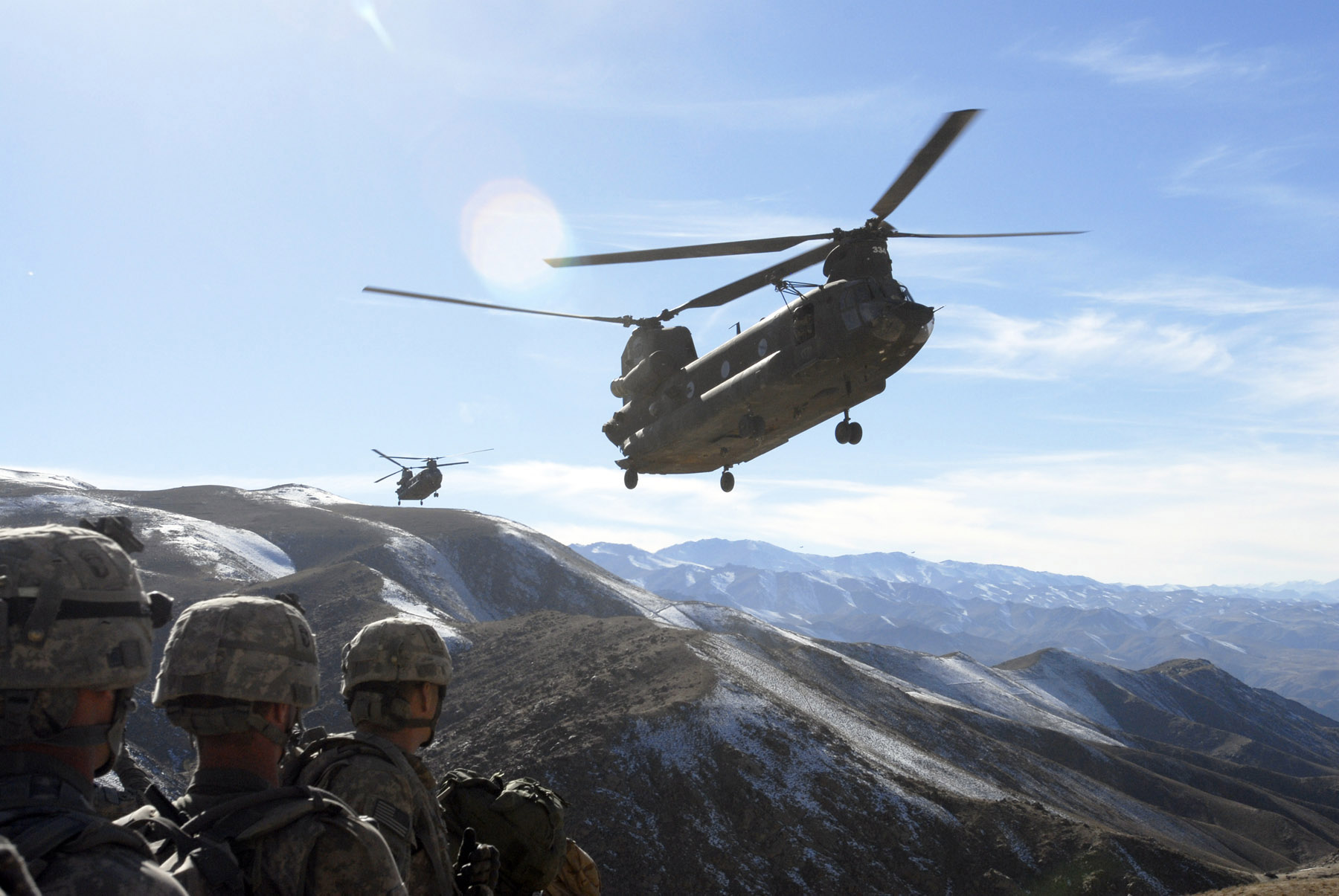
Amerikansk CH 47 Chinook i Afghanistan

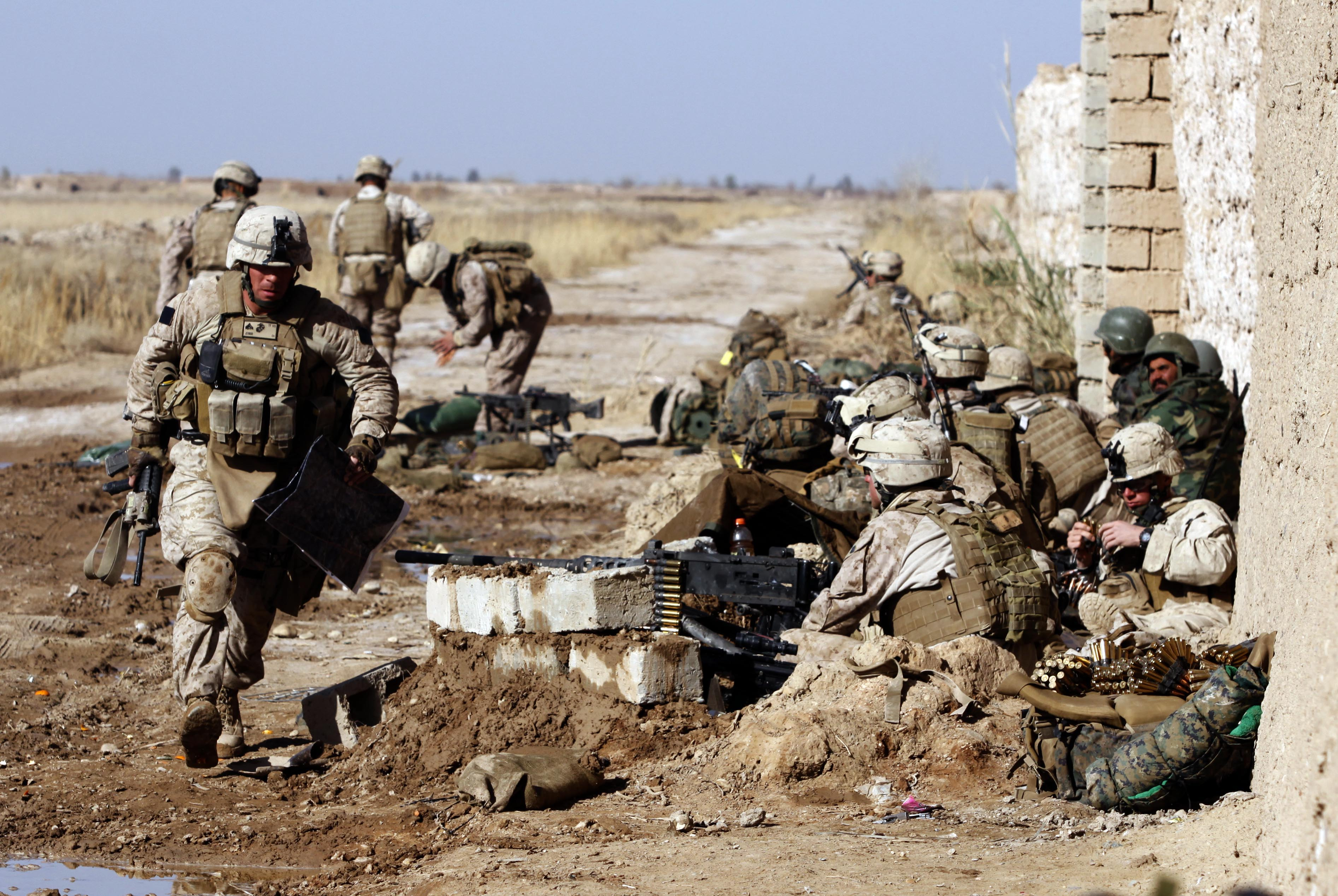
Amerikanska marinsoldater tar kontroll över en viktig vägknutpunkt utanför Marja.

Den 20 september 2001, några dagar efter 11 september-attackerna mot USA, lämnade George W. Bush ett ultimatum till talibanregimen i Afghanistan att lämna över Usama bin Ladin och al-Qaida-ledare som verkade i landet eller stå inför en invasion. Talibanerna krävde bevis för att bin Ladin skulle vara kopplad till 11 september-attackerna och, om dessa bevis motiverade en rättegång, erbjöd de sig att hantera en sådan rättegång i en islamisk domstol. USA vägrade att ge ut några bevis.
I oktober samma år invaderade amerikanska styrkor (tillsammans med några koalitionsallierade) Afghanistan för att störta talibanregimen som då hade makten i landet. Den 7 oktober 2001 inleddes den officiella invasionen av att brittiska och amerikanska styrkor utförde flygbombningar. Invasionen störtade talibanregimen men talibanstyrkor har sedan den första attacken återfått styrka. En multinationell fredsbevarande styrka, International Security Assistance Force (ISAF), skapades av FN i december 2001 för att ge stabilitet åt landet på grund av upproren från al-Qaida- och talibananhängare. ISAF är leds däremot av Nato. Sedan år 2006 har Afghanistan blivit instabiliteten ökat på grund av de taliban-ledda upproren, rekordhöga nivåer av illegal drogproduktion och en bräcklig regering med begränsad kontroll utanför Kabul.
I slutet av 2008 bröt talibanerna sina sista förbindelser med al-Qaida. Enligt amerikansk underrättelsetjänst så är det möjligt att det finns färre än 100 al-Qaida-medlemmar i Afghanistan. Enligt en högt uppsatt amerikansk agent inom den amerikanska underrättelsetjänsten så kan talibanerna stå på egna ben i all evighet.
Kriget i Afghanistan hade en lägre prioritet för regeringen George Bush än kriget i Irak. Amiral Mike Mullen, ordförande för Joint Chiefs of Staff, sade att även om situationen i Afghanistan är "osäker och brådskande" och att de 10.000 extra soldater som behövs där skulle vara otillgängliga "på något påtagligt sätt" förutom om ett tillbakadragande från Irak skulle genomföras. Mullen sade att "mina prioriteringar... vilka jag fått av överbefälhavaren är: Fokusera först på Irak. Det har varit så en längre tid. Fokusera på Afghanistan i andra hand."
När Barack Obama blev USA:s president i februari 2009 tillkännagav han att USA skulle dra sig ur Irak och kriget i Afghanistan fick då den högsta prioriteten. Den första december 2009 tillkännagav Obama att han skulle öka det amerikanska truppbidraget i Afghanistan med 30 000 man under en period på sex månader. Han föreslog även att trupperna skulle dras tillbaka 18 månader från det datumet. Dagen efter sade General Stanley A. McChrystal, befälhavare för USA:s trupper i Afghanistan, att tidslinjen var flexibel och "är inte fastslaget".
Den 26 januari 2010, vid den internationella konferensen om Afghanistan 2010 i London som besöktes av representanter från 70 länder och organisationer, sade den afghanska presidenten Hamid Karzai att han har till syfte att nå ut till talibanerna inom några veckor med ett fredsavtal.. Karzai uppmanade talibanerna att medverka i en loya jirga—eller stort möte av äldre—för att påbörja fredssamtal.
Den 13 februari 2010 inledde ISAF-styrkor den största attacken mot talibanerna sedan invasionen 2001, Operation Moshtarak, i provinsen Helmand. Huvudmålen var staden Marja som hade i årtal styrts av talibanerna såväl som droghandlare. Två dagar efter attacken sade den afghanske generalen Aminullah Patiani till internationella nyhetsbyråer att "alla områden kring Marja och Nad Ali har intagits av de allierade styrkorna och är under vår kontroll". Däremot utsattes de allierade av flera attacker under samma dag. Den 17 februari beskrevs ISAF-styrkorna att ha helt tagit bort talibanmotståndet i området.

#### Operation Enduring Freedom i Filippinerna

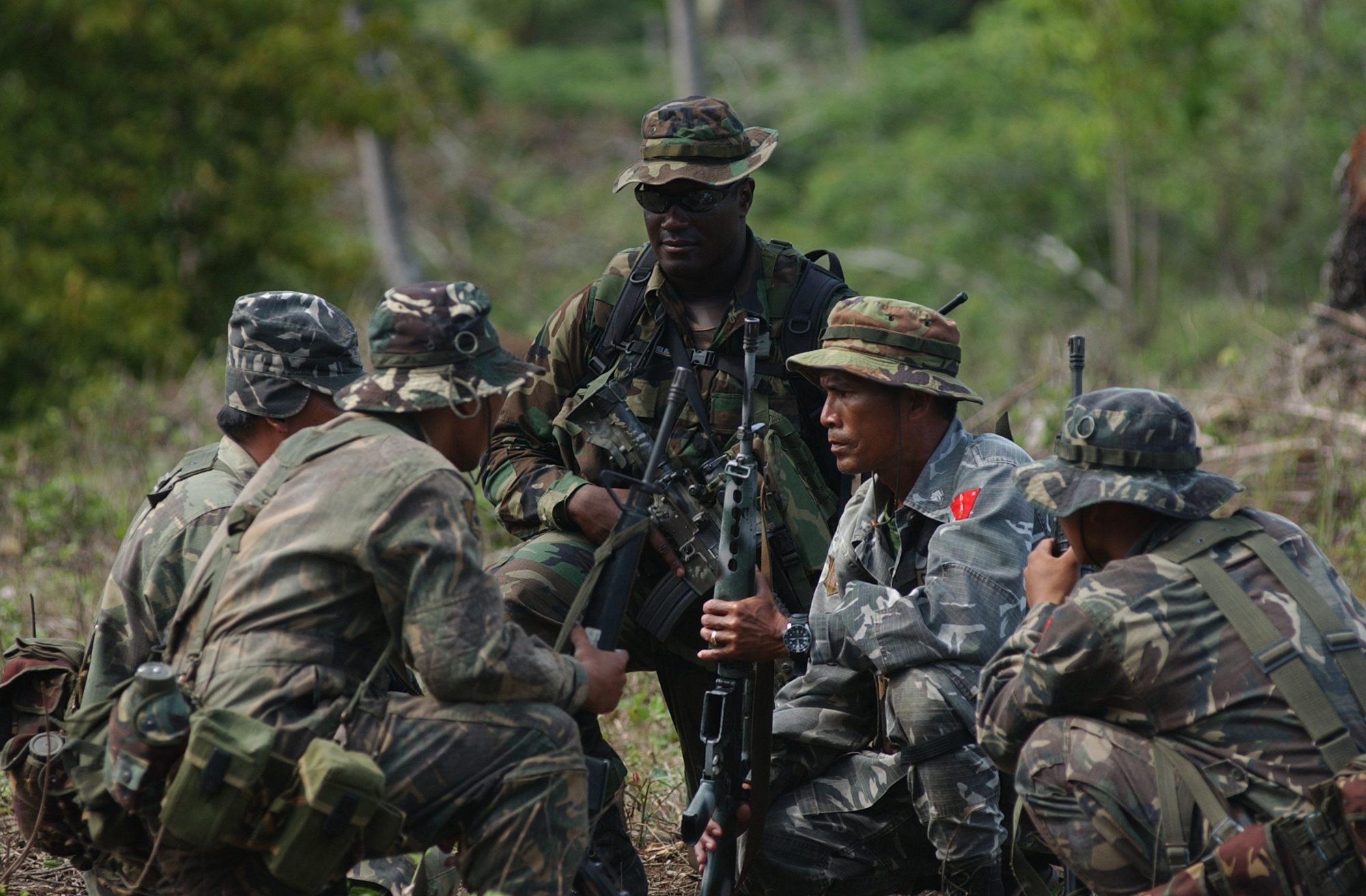
Amerikansk soldat från US Special Forces och infanterister från den filippinska armén

I januari 2002 skickade USA specialstyrkor till Filippinerna för att råda och bistå det filippinska försvaret i kampen mot islamistiska grupper i landet. Verksamheten inriktades främst på att avlägsna Abu Sayyaf och Jemaah Islamiyah (JI) från sitt fäste på ön Basilan.
Den amerikanska militären har rapporterat att över 80% av Abu Sayyafs medlemmar har tagits bort från regionen. Den andra delen av operationen genomfördes som ett humanitärt program som kallades "Operation Smiles". Målet med programmet var att ge medicinsk vård och arbeten till Basilan-regionen.

#### Operation Enduring Freedom i Afrikas horn

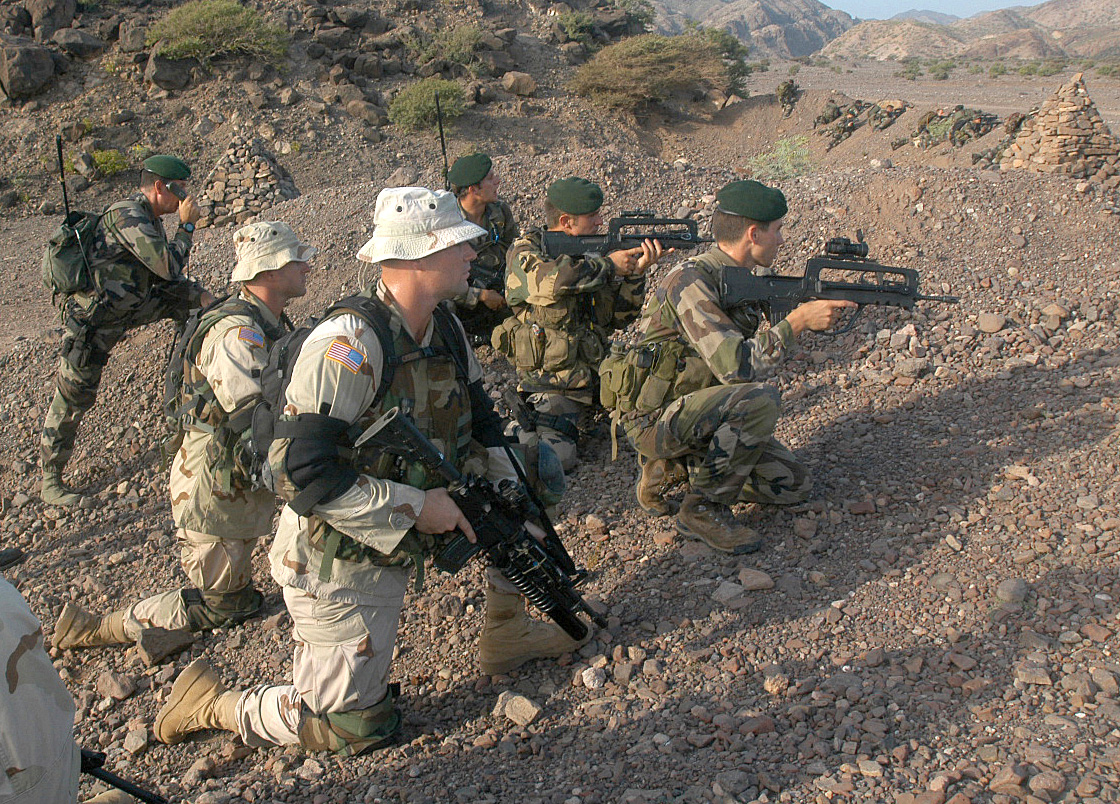
Amerikanska soldater och franska legionärer

Insatsen i Afrika är en utvidgning av "Operation Enduring Freedom" och kallas för OEF-HOA. Till skillnad från andra insatser som har ingått i Operation Enduring Freedom har inte OEF-HOA någon specifik organisation som mål.
OEF-HOA fokuserar istället på att besvära och upptäcka militanta aktiviteter i regionen och att arbeta med samarbetsvilliga regeringar för att förhindra återskapande av militanta kader och aktiviteter.
I oktober 2002 etablerades Combined Joint Task Force – Horn of Africa (CJTF-HOA) i Djibouti vid Camp Le Monier. Den innehåller cirka 2000 anställda inklusive amerikansk militär och specialtrupper (Special Operations Forces, SOF) och medlemmar från koalitionsstyrkan Combined Task Force 150 (CTF-150).
Task Force 150 består av fartyg från olika nationer, däribland Australien, Kanada, Frankrike, Tyskland, Italien, Nederländerna, Pakistan, Nya Zeeland, Spanien och Storbritannien. Det huvudsakliga målet för koalitionsstyrkorna är att övervaka, inspektera, borda och stoppa misstänkta terroristleveranser från att komma in i Afrikas horn och påverka USA:s "Operation Iraqi Freedom".
I verksamheten ingår utbildning av kontraterrorism och taktik mot upprorsverksamhet för den lokala militären i länderna Djibouti, Kenya och Etiopien. CJTF-HOA genomför även humanitära insatser däribland ombyggnad av skolor och medicinska kliniker samt att ge medicinsk vård till de länder vars styrkor håller på att utbildas.
Programmet växer som en del av Trans-Saharan Counterterrorism Initiative då personal från CJTF även hjälper till med utbildning av de väpnade styrkorna i Tchad, Niger, Mauretanien och Mali. Däremot ingår inte Sudan i kriget mot terrorismen där över 400.000 har dött i ett pågående inbördeskrig.
Den 1 juli 2006 uppmanades somalier i ett webb-postat brev som påstods vara skrivet av Usama bin Ladin att skapa en islamisk stat i landet och varnade västerländska regeringar om att al-Qaida skulle kämpa dem om de ingrep.
Somalia har ansetts vara en "misslyckad stat" eftersom dess officiella regering har varit svag, då den har varit dominerad av krigsherrar och har inte kunnat ha effektiv kontroll över landet. Från mitten av 2006 hade de islamiska domstolarnas högsta råd (ICU), en islamistisk fraktion vilka kämpar för återupprättande av lag och ordning genom sharialagar, snabbt tagit kontroll över stora delar av södra Somalia.
Den 14 december 2006 hävdade den amerikanska biträdande utrikesministern Jendayi Frazer att medlemmar i al-Qaida styrde de islamiska domstolarnas högsta råd, vilket dementerades av ICU.
I slutet av 2006 begränsades den FN-stödda federala övergångsregeringens makt i Somalia till Baidoa, medan de islamiska domstolarnas högsta råd kontrollerade större delen av södra Somalia, inklusive huvudstaden Mogadishu. Den 20 december inledde ICU en offensiv på regeringens fäste i Baidoa och fick tidigt vinster innan Etiopien ingrep till förmån för regeringen.
Den 26 december gick ICU till en taktisk reträtt mot Mogadishu, innan de ytterligare gjorde en reträtt när TFG/etiopiska trupper närmade sig, vilket ledde till att de kunde inta Mogadishu utan något motstånd. ICU flydde sedan till Kismayo där de kämpade mot de etiopiska och TFG-styrkorna i slaget om Jilib.
Den somaliska premiärministern hävdade att tre terroristmisstänkta från bombdåden av USA:s ambassad 1998 hålls skyddade i Kismayo. Den 30 december 2006 uppmanade al-Qaida ledaren Ayman al-Zawahiri muslimer över hela världen att slås mot Etiopien och den federala övergångsregeringen i Somalia.
Den 8 januari 2007 startade USA slaget om Ras Kamboni genom att bomba Ras Kamboni.
Den 14 september 2009 dödade amerikanska specialstyrkor två män och sårade och tillfångatog två andra nära den somaliska byn Baarawe. Vittnen hävdade att helikoptrar som användes i ingreppet lyfte från fransk-flaggade örlogsfartyg, vilket dock inte kunde bekräftas. En somalisk grupp anknuten till al-Qaida, al-Shabab, bekräftade shejk-befälhavarens Saleh Ali Saleh Nabhans död tillsammans med ett okänt antal andra militanter. Nabhan, en kenyansk medborgare, blev efterlyst för inblandning i attackerna i Mombasa 2002.

#### Operation Enduring Freedom – Transsahara
Operation Enduring Freedom - Trans Sahara (OEF-TS) är namnet på den militära insatsen av USA och några av deras allierade i Sahara som består av anti-terrorismbekämpning och minimera illegal försäljning av droger och vapen runtom centrala Afrika.

### Irak
USA angav Irak som en statlig sponsor av terrorism år 1990 när Saddam Hussein förlorade USA:s medgivande. Saddam Husseins regim blev ett problem för FN och Iraks grannar på grund av deras användning av kemiska vapen mot iranier och kurder.

#### Flygförbudszoner i Irak

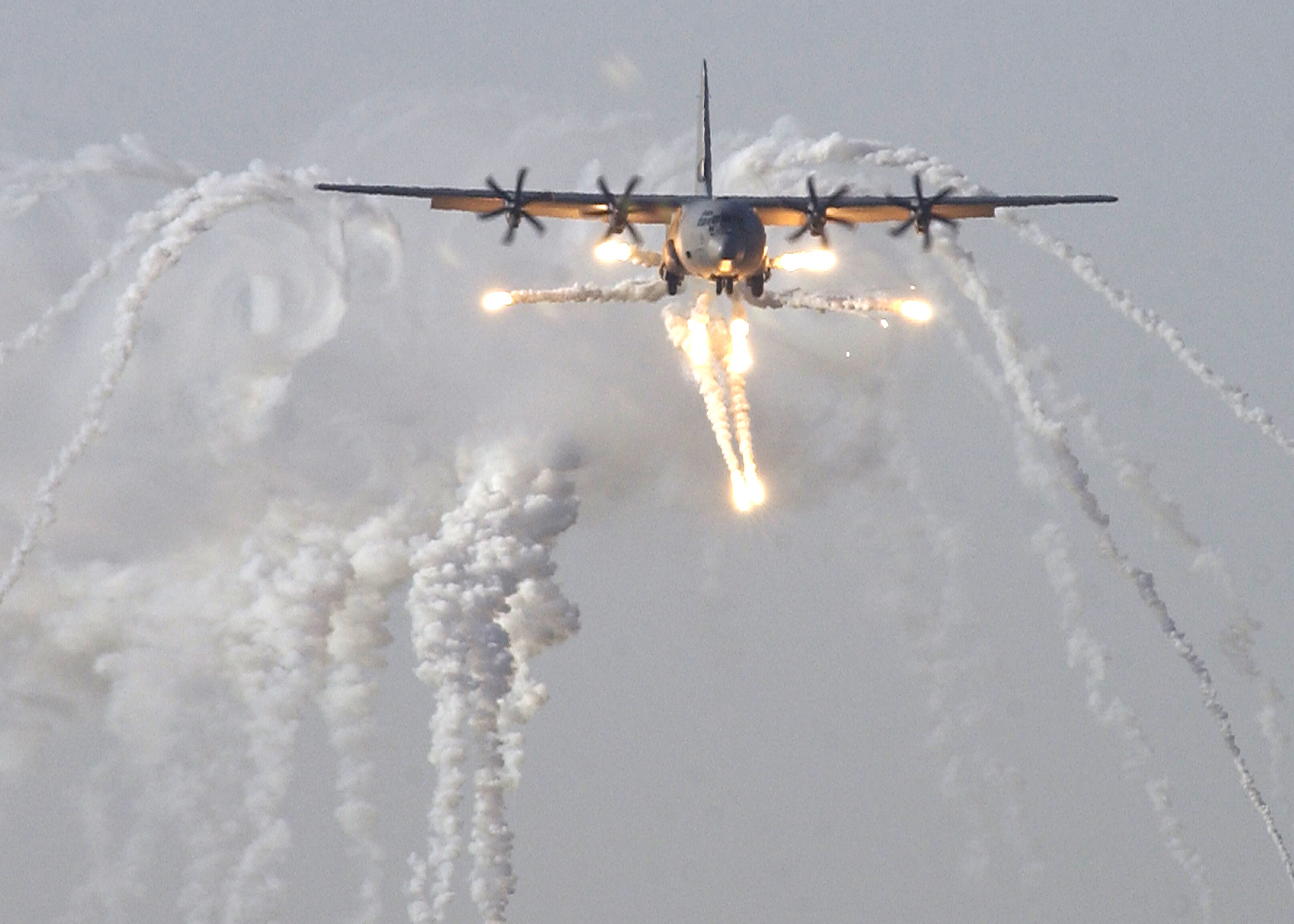
En brittisk C-130J Hercules avfyrar facklor innan den landar på Bagdads internationella flygplats.

Efter Kuwaitkriget började amerikanska, franska och brittiska militärer patrullera irakiska flygförbudszoner för att skydda Iraks kurdiska minoritet och den shiaarabiska befolkningen i Iraks norra och södra region. Båda folkgrupperna blev attackerade av Husseins regim både före och efter Kuwaitkriget. Amerikanska styrkor utökade sin närvaro i november 1995 och inledde senare Operation Desert Fox mot Irak 1998 då de inte hade uppfyllt de amerikanska kraven på ett villkorslöst samarbete i vapeninspektioner.
Innan Operation Desert Fox, sade USA:s president Bill Clinton; "Och märk mina ord, han kommer att utveckla massförstörelsevapen. Han kommer att utveckla dem och han kommer att använda dem." Clinton gav även en önskan om att ta bort Hussein från makten och sade i samma tal: "Det svåra faktum är att så länge Saddam finns kvar vid makten hotar han välfärden för sitt folk, freden i hans region och världens säkerhet." Under december 1998, efter Operation Desert Fox, tillkännagav Irak att man inte längre tänkte respektera flygförbudszonerna och återupptog sina försök att skjuta ner de allierades flygplan.
Flygbombningar av britterna och amerikanerna mot det irakiska luftvärnet och militära mål fortsatte under de följande åren. År 1998 undertecknade Clinton Iraq Liberation Act som uppmanade till ett regimskifte i Irak på grund av deras påstådda innehav av massförstörelsevapen, förtryck av irakiska medborgare och attacker mot andra länder i Mellanöstern.
Efter 11 september-attackerna hävdade den amerikanska regeringen att Irak var ett stort hot mot USA eftersom Irak skulle kunna använda sina sedan tidigare kända kemiska vapen som stöd till terroristgrupper.
Regeringen George W. Bush krävde att FN:s säkerhetsråd återigen skulle skicka vapeninspektörer till Irak (tidigare inspektörer hade utvisats efter att ha fångats för spioneri åt USA) för att hitta och förstöra de påstådda massförstörelsevapnen och en FN-resolution. FN-resolution 1441 antogs enhälligt, vilket erbjöd Irak "en sista möjlighet att uppfylla sina avrustningsskyldigheter" eller möta "allvarliga konsekvenser."
Resolution 1441 tillät inte användning av våld av medlemsstaterna. Den irakiska regeringen gav därefter FN-inspektörerna tillgång till irakiska platser, medan den amerikanska regeringen hävdade att Irak obstruerade.
I oktober 2002 godkände en stor majoritet från båda partierna i USA:s kongress, demokraterna och republikanerna, att presidenten om nödvändigt får använda våld för att avväpna Irak i syfte att "verka för kriget mot terrorismen." USA satte ihop en grupp, Coalition of the Willing, med nationer som utlovat stöd för ett regimskifte i Irak.

#### Operation Iraqi Freedom

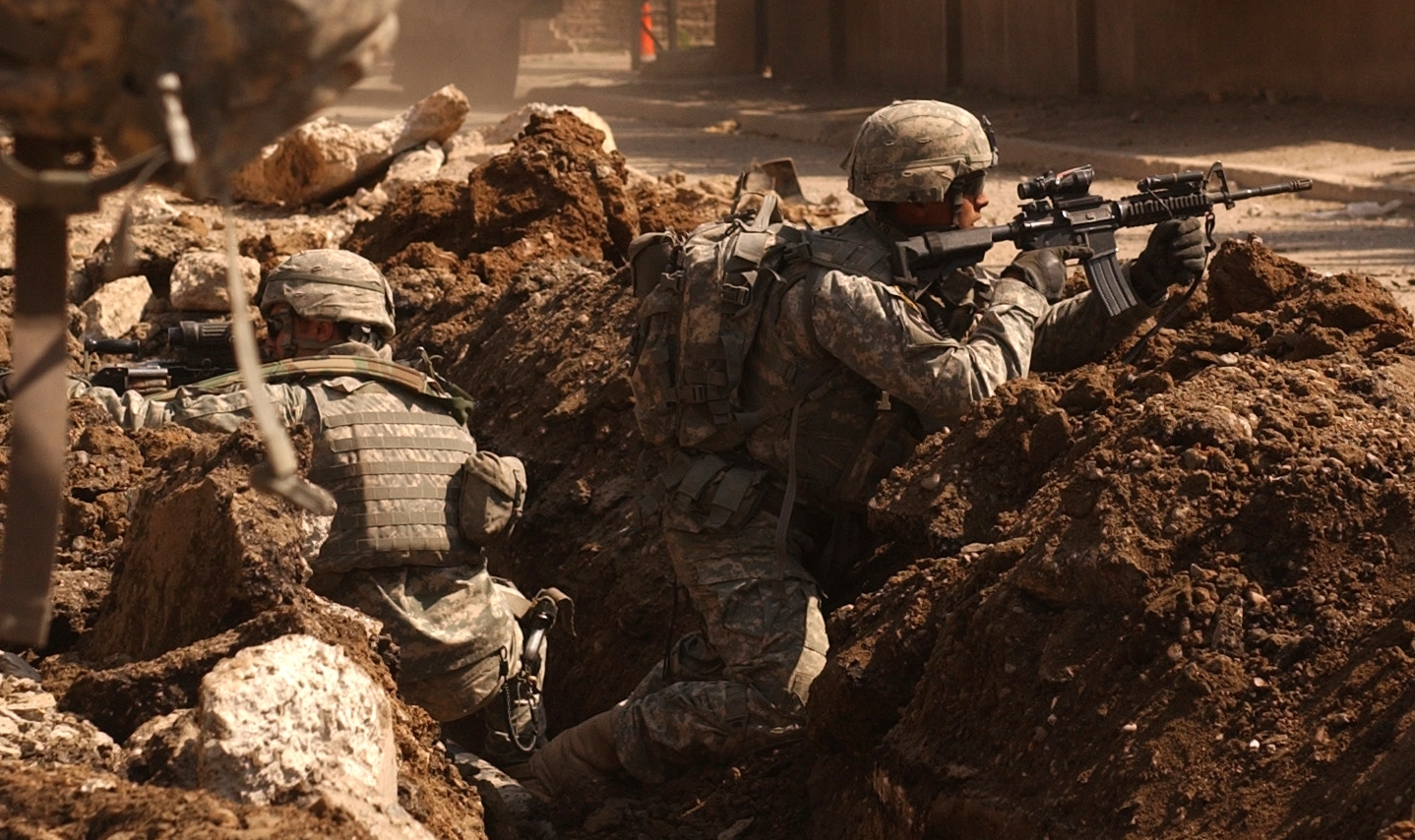
Amerikanska soldater tar skydd under en eldstrid i Irak.

Den 20 mars 2003 inleddes invasionen av Irak. Bushadministrationen insisterade på att invasionen var de "allvarliga konsekvenser" som det skrevs om i resolution 1441.
Iraks regering störtades snabbt och den 1 maj 2003 förklarade Bush att de största stridsoperationerna i Irak hade upphört. Dock uppstod det ett uppror mot den USA-ledda koalitionen, den nya irakiska militären och den nya regeringen. Detta uppror har lett till mer dödsoffer än vid invasionen.
Delar av upproret leddes av medlemmar från den förra presidenten Husseins Baathregim vilket inkluderade irakiska nationalister och panarabister. Många upprorsledare är islamister och hävdar att de utkämpar ett religiöst krig för att återupprätta det islamiska kalifatet.
Efter flera månader av brutalt våld från upprorsmakarna mot civila irakier, presenterades en ny strategi av president Bush i januari 2007 för Operation Iraqi Freedom baserat på teorier och taktik om upprorsbekämpning som utvecklats av general David Petraeus. USA:s irakiska truppvåg som skickades ut år 2007 var en del av den nya taktiken och har, tillsammans med USA:s stöd av sunnimuslimska grupper vilka de tidigare försökte besegra, fått beröm på grund av en dramatisk minskning av våld med upp till 80% och en ökning av den politiska och kommunala försoningen i Irak.
Den 27 februari 2009 höll USA:s president Barack Obama ett tal vid en militärbas i North Carolina där han meddelade att USA:s militära uppdrag i Irak skulle upphöra senast den 31 augusti 2010. En "övergångsstyrka" på upp till 50 000 man med uppgift att utbilda de Irakiska säkerhetsstyrkorna och ge allmänt stöd skulle stanna kvar till slutet av 2011, lade presidenten till. Obama förklarade att strategin för tillbakadragandet var en del av USA:s mål att nå "en hel övergång till Irakiskt ansvar" för den Irakiska nationen.
Dagen efter Obamas tal sade Iraks premiärminister Nuri al-Maliki vid en presskonferens att den Irakiska regeringen inte var oroade över USA:s kommande tillbakadragning och uttryckte hans tillit till de Irakiska säkerhetsstyrkorna och polisen för att behålla ordningen utan den amerikanska militärens hjälp.

#### Operation New Dawn
Den 1 september 2010 inleddes en ny fas i kriget, då de officiella militära operationerna tog slut. Däremot stannade en amerikansk styrka på 50 000 man kvar i uppgift att rådgiva och stödja de irakiska säkerhetsstyrkorna.

## Internationellt militärt stöd

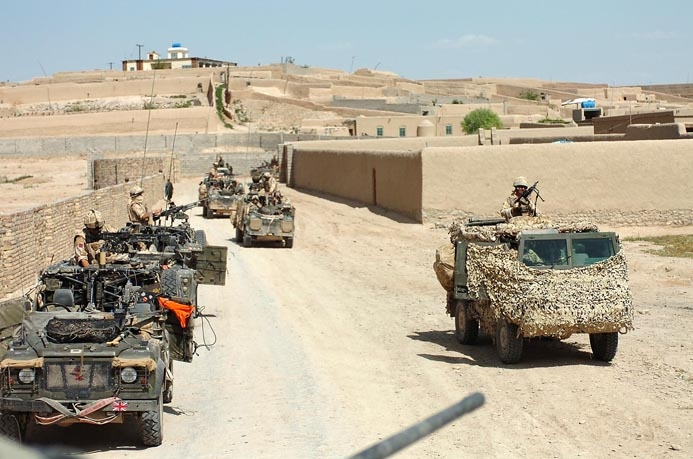
Storbritannien är den näst största bidragsgivaren i ISAF-styrkan i Afghanistan.

Invasionen av Afghanistan ses som den första åtgärden i kriget mot terrorismen och berörde inledningsvis bara styrkor från USA, Storbritannien och den afghanska norra alliansen. Efter den första invasionensperioden utökades styrkorna av trupper från Australien, Kanada, Danmark, Frankrike, Italien, Nederländerna, Nya Zeeland och Sverige med flera. Sverige gick från början med i insatsen som en underrättelseenhet men utvecklades senare till en fredsbevarande styrka. I början av år 2010 fanns det cirka 100 000 utländska soldater i Afghanistan.
Den 12 september 2001, mindre än 24 timmar efter 11 september-attackerna i New York och Washington, D.C., aktiverade Nato artikel 5 i Nordatlantiska fördraget och förklarade attackerna som en attack mot alla Natos 19 medlemsländer. Även Australiens premiärminister John Howard sade att Australien skulle åberopa ANZUS-fördraget på ett liknande sätt.
Under de följande månaderna utförde Nato en rad åtgärder för att svara på terroristhotet. Den 22 november 2002 beslutade medlemsstaterna i EAPR om en handlingsplan mot terrorism som uttryckligen angav att "EAPR-länderna förbinder sig att skydda och främja de grundläggande friheterna och de mänskliga rättigheterna samt rättsstatsprincipen, i kampen mot terrorism." Nato började med marina operationer i Medelhavet för att förhindra förflyttning av terrorister och massförstörelsevapensamt att öka säkerheten för sjöfarten i vad som i allmänhet kallas Operation Active Endeavour.
Stödet för USA försämrades när de beslutade att invadera Irak i slutet av 2002. Trots detta har många av länderna i de villigas koalition ovillkorligt stött de USA-ledda militära insatserna genom att skicka trupper till Afghanistan. Många av de länderna hade stött talibanerna under afghansk-sovjetiska kriget.

### International Security Assistance Force
Huvudartikel: International Security Assistance Force

Karta över länder med trupper deltagande i ISAF per den 5 mars 2010. Större bidrag (över 1000 soldater) i mörkgrönt, andra bidragsländer i ljusgrönt och tidigare bidragsländer i magenta.

I december 2001 skapades Nato-ledda International Security Assistance Force (ISAF) för att bistå den afghanska övergångsregeringen med Hamid Karzai som president och det bistå med det första valet efter talibanregimen. På grund av ett nytt talibanskt uppror meddelades det under 2006 att ISAF skulle ersätta de amerikanska trupperna i provinsen som en del av Operation Enduring Freedom.
Brittiska 16. Air Assault Brigade (vilka senare förstärkes av Royal Marines) utgjorde kärnan av styrkan i södra Afghanistan, tillsammans med styrkor från Australien, Kanada och Nederländerna. Den första styrkan bestod av ungefär 3.300 brittiska soldater, 2.000 kanadensiska, 1.400 soldater från Nederländerna och 240 från Australien. Specialstyrkor från Danmark och Estland samt små kontingenter från andra länder deltog även i den första styrkan.

### Pakistans inblandning

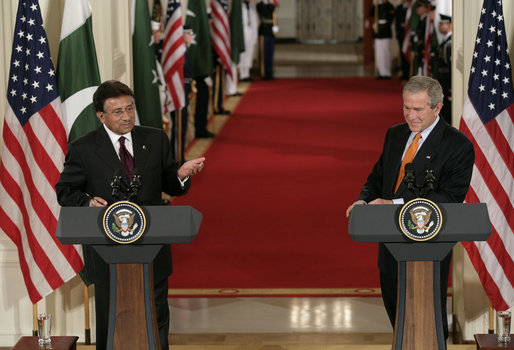
President Musharraf med president Bush.

Efter 11 september-attackerna gick den förra pakistanska presidenten Pervez Musharraf  med på USA:s sida mot talibanregimen i Afghanistan. Musharraf gick med på att ge USA tillgång till tre flygbaser för Operation Enduring Freedom. Den amerikanska utrikesministern Colin Powell och andra ministrar träffade Musharraf. Den 19 september 2001 gav Musharraf ett tal pakistanierna där han sade att han var emot att använda militären mot talibanerna men att Pakistan riskerade att sättas i fara av en allians mellan Indien och USA om de inte samarbetade.
Den 12 januari 2002 gav Musharraf ett tal mot den islamiska extremismen. Han fördömde alla typer av terrorism och lovade att slåss mot den islamiska extremismen och laglöshet över huvud taget i Pakistan. Han sade att hans regering ville få bort all extremism och klargjorde att de militanta organisationerna skulle inte tillåtas att komma tillbaka under något nytt namn. Han sade även att det uttalandet inte kom från någon påtryckning från utlandet.
2002 genomförde Musharrafs regering flera räder mot jihadgrupperna och arresterade Maulana Masood Azhar, ledare över Jaish-e-Mohammed, Hafiz Muhammad Saeed, chef över Lashkar-i-Taiba och anhöll flera aktivister. En officiell bannlysning infördes mot grupperna den 12 januari. Senare samma år blev Zayn al-Abidn Muhammed Hasayn Abu Zubaydah arresterad av pakistansk polis under ett antal räder med hjälp från USA. Zubaydah har sagts ha en av de den högsta positionerna inom al-Qaida då han hade hand om att driva al-Qaidas träningsläger. Även flera andra högt uppsatta al-Qaida-medlemmar blev arresterade i Pakistan under de följande två åren, bland annat Ramzi Binalshibh och Khalid Shaikh Mohammed som hade hand om al-Qaidas ekonomi respektive hade hand om planeringen av 11 september-attackerna.
År 2004 inledde den pakistanska armén ett fälttåg i det federala administrerade stamområdet Waziristan genom att skicka in 80.000 soldater. Målet med konflikten var att eliminera al-Qaida- och talibanstyrkor i regionen.
Efter störtandet av talibanregimen i Afghanistan flydde många medlemmar i talibanmotståndsrörelsen till gränsområdet mellan norra Afghanistan och Pakistan där den pakistanska armén tidigare hade föga kontroll över området. Med hjälp från USA lyckades den pakistanska armén gripa och döda flera medlemmar från al-Qaida såsom Khalid Shaikh Mohammed som var efterlyst för inblandning i bombdåden mot USS Cole, Bojinka-kuppen och mordet på reportern Daniel Pearl.
USA har genomfört flera flygattacker mot talibanmål i alla federalt administrerade stamområden med hjälp av obemannade luftfarkoster. Men talibanmotståndsrörelsen befinner sig fortfarande i området.

## USA:s militära stöd till andra länder
Pakistan
Under de tre år innan 11 september-attackerna fick Pakistan cirka 9 miljoner $ från USA som militärt stöd. De tre åren efter attackerna hade siffran stigit till 4,2 miljarder $ vilket gjorde landet till det land med det högsta biståndet efter 11 september 2001.
Ett sådant stort bistånd har väckt oro hos indisk press att biståndet skulle ha getts utan några grunder, då de sade att det inte blev dokumenterat var utgifterna gick till, och att stora delar av biståndet skulle användas till att kränka mänskliga rättigheter samt att köpa vapen för att kunna ta hand om problem inom landet. Pakistan har påstått att Indien har gett stöd till terroristgrupper inom Pakistan med målet att skapa oro i landet.
Libanon
Den 20 maj 2007 inleddes en konflikt i norra Libanon efter att strider bröt ut mellan Fatah al-Islam,  en militant islamistisk organisation, och den libanesiska försvarsmakten i Nahr al-Bared som är ett palestinskt flyktingläger nära Tripoli. Konflikten utvecklades främst runt belägringen av Nahr el-Bared men mindre sammandrabbningar förekom även i flyktinglägret Ain al-Hilweh i södra Libanon och flera bombattentat ägde rum i och runt omkring Libanons huvudstad Beirut.
Fatah al-Islam har beskrivits som en militant jihadrörelse. som är inspirerade av al-Qaida. USA gav militärt stöd till den libanesiska regeringen under konflikten. Den 7 september 2007 intog den libanesiska regeringens trupper lägret och förklarade sig som segrare.
Jemen
Efter 11 september-attackerna gjorde den jemenitiska presidenten Ali Abdullah Saleh flera åtgärder för att minska den islamistiska närvaron i landet. Fram till i november 2002 arresterade den jemenitiska regeringen 104 stycken misstänkta al-Qaeda medlemmar.
Under de första månaderna under 2002 godkände regeringen George W. Bush att 100 soldater från specialstyrkor skulle skickas till Jemen som var en stor bas för al-Qaeda.
I december 2002 bordade spanska trupper ett skepp, på en efterfråga från USA, som transporterade Scud-missiler från Nordkorea till Jemen. Efter två dagar av lät de skeppet fortsätta till Jemen, då USA slog fast att de inte hade någon rätt under internationell rätt att hålla kvar skeppet.
Under slutet av 2009 skedde flera attacker mot al-Qaeda-läger vilket sammanlagt ledde till att 68 terrorister dödades.
Israel
USA har hjälpt Israel att bekämpa grupper såsom Hamas och Hizbollah. Den före detta amerikanska presidenten George W. Bush berättade för Knesset att USA "står vid Israels sida i kriget mot terrorismen".

## Händelser inom USA efter 11 september-attackerna

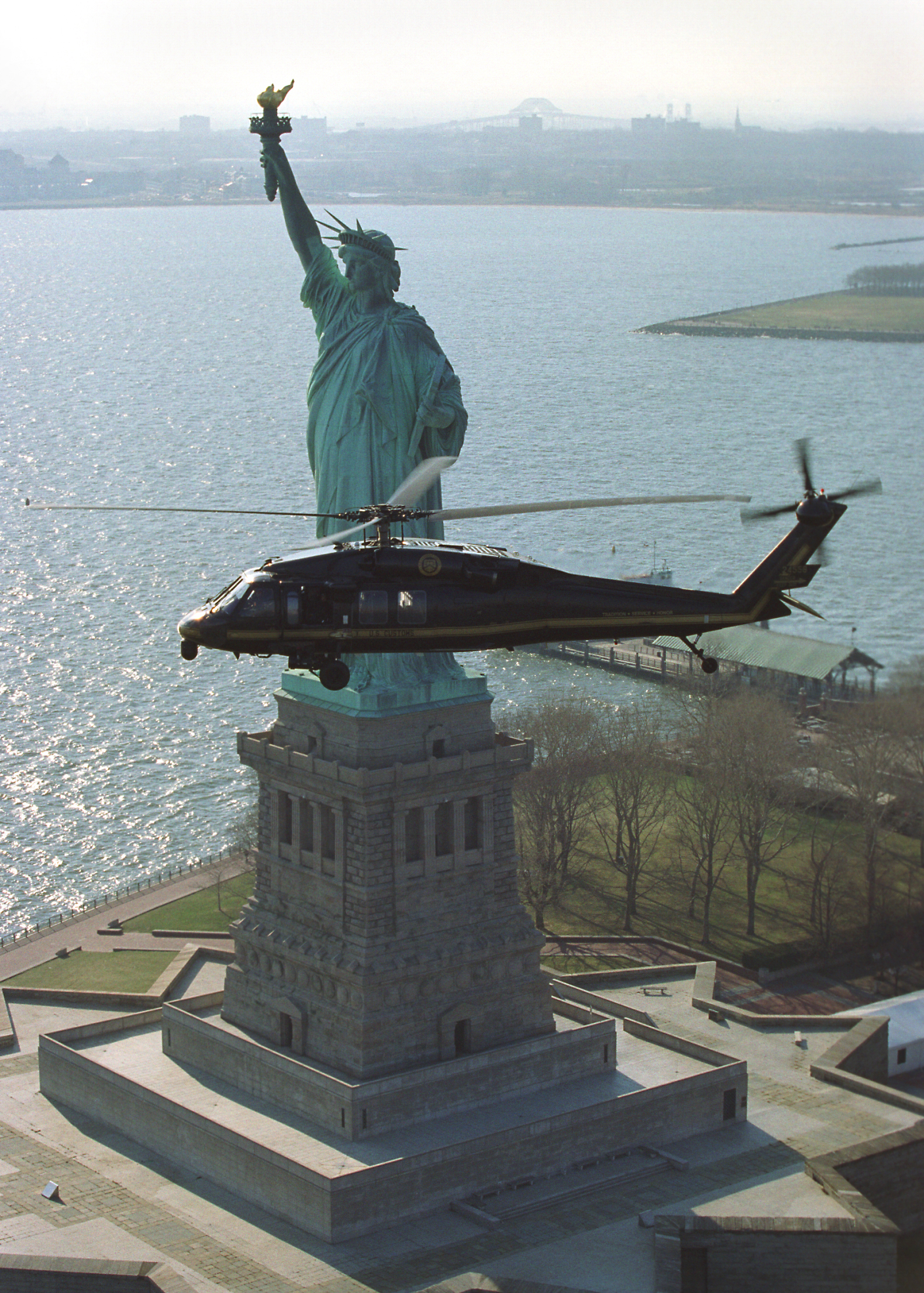
En amerikansk tullpolishelikopter patrullerar luftrummet över New York.

Utöver de militära insatserna utanför USA ökade regeringen Bush insatserna inom landet för att förhindra framtida attacker. En ny högt uppsatt myndighet, USA:s departement för inrikes säkerhet, skapades för att leda och samordna kampen mot terrorismen inom landet. Ett par andra amerikanska myndigheter omorganiserades också.
Det amerikanska justitiedepartementet startade ett särskilt registreringsprogram för vissa manliga invandrare i USA, vilket krävde att de skulle registrera sig i "Immigration and Naturalization Service. De som var tvungna att registrera sig var män med visum i USA och som kom från muslimska länder.
Patriot Act tog bort begränsningar för informationsutbyte mellan federala brottsbekämpande myndigheter och underrättelsetjänster och gjorde det möjligt för utredning av misstänkta terrorister med metoder som liknar de som finns för andra typer av brottslingar. Ett finansieringsprogram för spårning av terrorism genom att övervaka terroristers finansiella resurser sattes igång av den amerikanska regeringen men upphörde efter att det hade avslöjats av The New York Times. Telekommunikationanvändning av kända och misstänkta terrorister studerades av NSA genom deras övervakningsprogram.
Politiska intressegrupper har påstått att dessa lagar tar bort viktiga begränsningar för statens maktbefogenhet och att de skulle vara ett farligt intrång av de medborgerliga rättigheterna, även eventuellt att de skulle bryta mot USA:s konstitution. Den 30 juli 2003 ingav American Civil Liberties Union (ACLU) den första rättsliga åtgärden mot Patriot Act och hävdade att den tillät FBI att kränka medborgarnas rättigheter och rätten till en opartisk rättsprocess, eftersom FBI tilläts att söka igenom företagshistorik, bokhandelsköp och bibliotekslån i en utredning utan att avslöja för individen att sådana uppgifter gås igenom. Dessutom har styrande organ i ett antal samhällen i landet genomfört symboliska resolutioner mot lagen.
I ett tal den 9 juni 2005 sade George Bush att Patriot Act hade använts för att väcka åtal mot fler än 400 misstänkta terrorister, varav mer än hälften av dem hade dömts. Samtidigt visade ACLU att det amerikanska justitiedepartementet hade information om att 7 000 personer hade klagat över att de hade blivit utsatta för lagen.
DARPA började år 2002 att skapa Total Information Awareness Program vilket syftade till att främja informationsteknik som skulle kunna användas i kampen mot terrorismen. Den amerikanska kongressen finansierade programmet men drog in all finansiering när programmet fick kritik.
Fram till 2003 hade 12 större konventioner och protokoll skapats för att bekämpa terrorism. De skrevs under och ratificerades att ett antal stater. Konventionerna kräver att stater ska samarbeta inom viktiga frågor rörande flygkapningar, skydd av kärnkraftsmaterial och frysning av militanta nätverks tillgångar.
År 2005 antog FN:s säkerhetsråd resolution 1624 rörande motiv för terrorism och länders skyldighet att följa internationella lagar om mänskliga rättigheter. Resolutionerna krävde att länderna skulle ge årliga rapporter om deras kontraterrorismverksamheter, dock har USA och Israel inte lämnat in några sådana rapporter.
Den 9 januari 2007 godkände USA:s representanthus ett lagförslag som införde många av rekommendationerna från kommissionen för terrorattackerna mot USA. Lagförslaget blev till lag 3 augusti samma år när den skrevs under av George W. Bush.
Office of Strategic Influence skapades i hemlighet efter 11 september-attackerna för att samordna propagandan, men stängdes snart efter att det blev upptäckt. Regeringen Bush genomförde den så kallade Continuity of Operations Plan för att se till att den amerikanska regeringen skulle kunna fortsätta fungera i katastrofsituationer.
Efter 11-september har islamiska extremister gjort flera olika försök att attackera USA. Till exempel år 2001 stoppade några vaksamma passagerare ombord på en transatlantisk flygning till Miami Richard Reid från att detonera en sprängladdning.
Regeringen Obama har lovat att stänga Guantánamobasen, öka antalet trupper i Afghanistan och att dra tillbaka USA:s trupper i Irak.

## Kritik

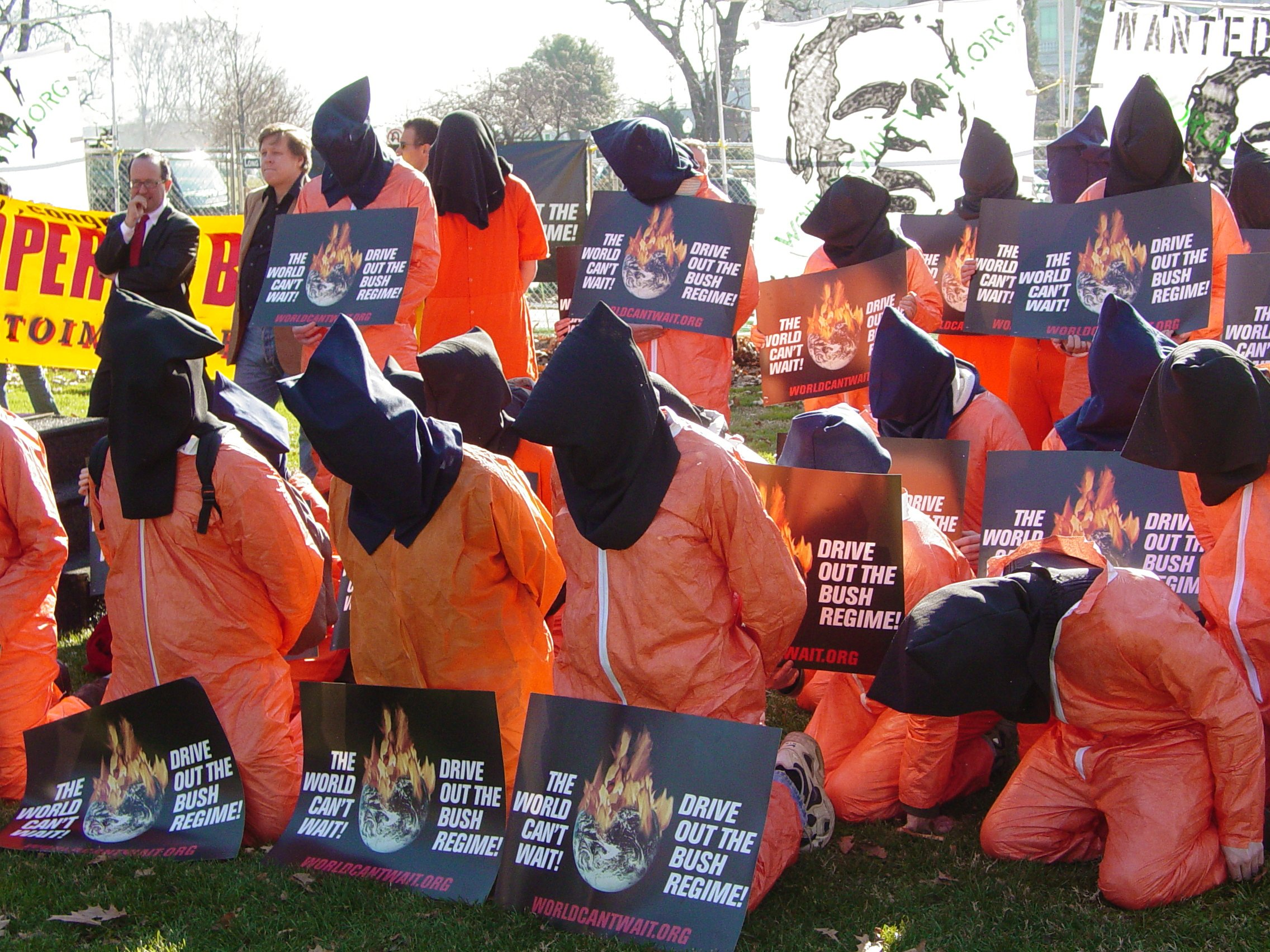
Demonstranter klädda som huvförsedda fångar vilket är en metafor för de förhörstekniker som regeringen Bush tillät mot misstänkta terrorister.

### Ett krig utan slut
Kritiker har sagt att kriget mot terrorismen utgör en stomme för ett "ständigt krig" på grund av de påstådda ovissa mål som USA har lagt fram då terroristgrupper kan fortsätta att träda fram i all evighet. George W. Bush utlovade att kriget mot terrorismen "kommer inte att ta slut förrän varje terroristgrupp på global nivå har hittats, stoppats och oskadliggjorts." Dåvarande brittiska premiärministern Gordon Brown definierade kriget mot terrorismen under ett besök i juli 2007 i USA som en "generationsstrid".

### Brott mot mänskliga rättigheter
Sedan 11 januari 2002 började Guantánamobasen användas som ett fångläger för misstänkta terrorister. Fångarna hölls utan rättegångar eller formella brottsanklagelser och utfrågades med tortyrliknande metoder. USA mötte därför mycket internationell kritik och anses av bland andra Amnesty International, Human Rights Watch, Röda korset och Center for Constitutional Rights bryta mot de mänskliga rättigheterna och Genèvekonventionen. Efter att Barack Obama blev USA:s president skrev han i slutet av januari 2009 på en order om att fånglägret skulle stängas inom ett år. Däremot har stängningen av lägret försenats.

### Ett ineffektivt krig
Kriget mot terrorismen har blivit kritiserad för att vara ineffektivt. Flera säkerhetsexperter, politiker och frivilligorganisationer har påstått att kriget mot terrorismen har varit kontraproduktiv, att det skulle ha stärkt motståndet mot USA, hjälpt terroristerna att rekrytera nya medlemmar och att de skulle ha ökat risken för attacker mot USA och dess allierade. I en rapport från Oxford Research Group, som skrevs år 2005, beskrevs det att "al-Qaida och deras dotterorganisationer kvarstår att vara aktiva och effektiva, med ett starkare stöd och en högre intensitet av attacker än innan 11 september. [...] Regeringen Bush är långt ifrån att vinna 'kriget mot terrorismen' och de behåller sina policys som inte hindrar paramilitära rörelser utan en ökning av våldsam antiamerikanism har setts." Den 19 september 2008 presenterade Rand Corporation resultaten av en studie för en amerikansk myndighet där det stod att "den utan tvekan mest effektiva strategin mot religiösa grupper har varit att använda sig av lokal polis och underrättelsemyndigheter vilket var den strategi som stod för 73 procent av avslutandet av terroristgrupper sedan 1968." Rand Corporation rekommenderade att "[USA:s militär] bör i allmänhet undvika att dras in i stridsoperationer i muslimska länder där det är troligt att terroristrekryteringen kommer att öka efter en militär operation.
En rapport i december 2012 från det USA-baserade Globala Terrorism-indexet konstaterar att kriget mot terrorn gjort terrorn mycket värre, även om den utspelades på andra håll än i USA.
Under decenniet efter attacken 11 september 2001 kom i runda tal 90 000 människor att bli offer för terrorism, hälften av dem i tre länder; Irak, Pakistan och Afghanistan. Värsta året var 2007 då det irakiska al-Qaida-inspirerade motståndet mot den amerikanska ockupationen kulminerade. Terrorismen i Afghanistan och Pakistan tog också fart först efter den amerikanska invasionen av Irak.

### Dubbelmoral
Andra har kritiserat USA för dubbelmoral i deras agerande med nyckelallierade som även stödjer utpekade terroristgrupper, till exempel Pakistan. Den afghanske presidenten Hamid Karzai har flera gånger påpekat att i kriget mot terrorismen ligger fronten i Pakistan. Pakistan har blivit beskyllda på att skydda talibanmedlemmar via deras underrättelsetjänst ISI. USA har även anklagats för dubbelmoral i frågor om medborgerliga rättigheter, mänskliga rättigheter och terrorism. Federation of American Scientists har uttalat sig om frågan: "i deras hets att förstärka frontstaternas förmåga att kunna stå emot internationella terroristhot på deras mark och att få geografiskt betydande regimers samarbete till kriget mot terrorismen så struntar regeringen i normativa restriktioner på amerikansk stöd till missbrukare av de mänskliga rättigheterna."

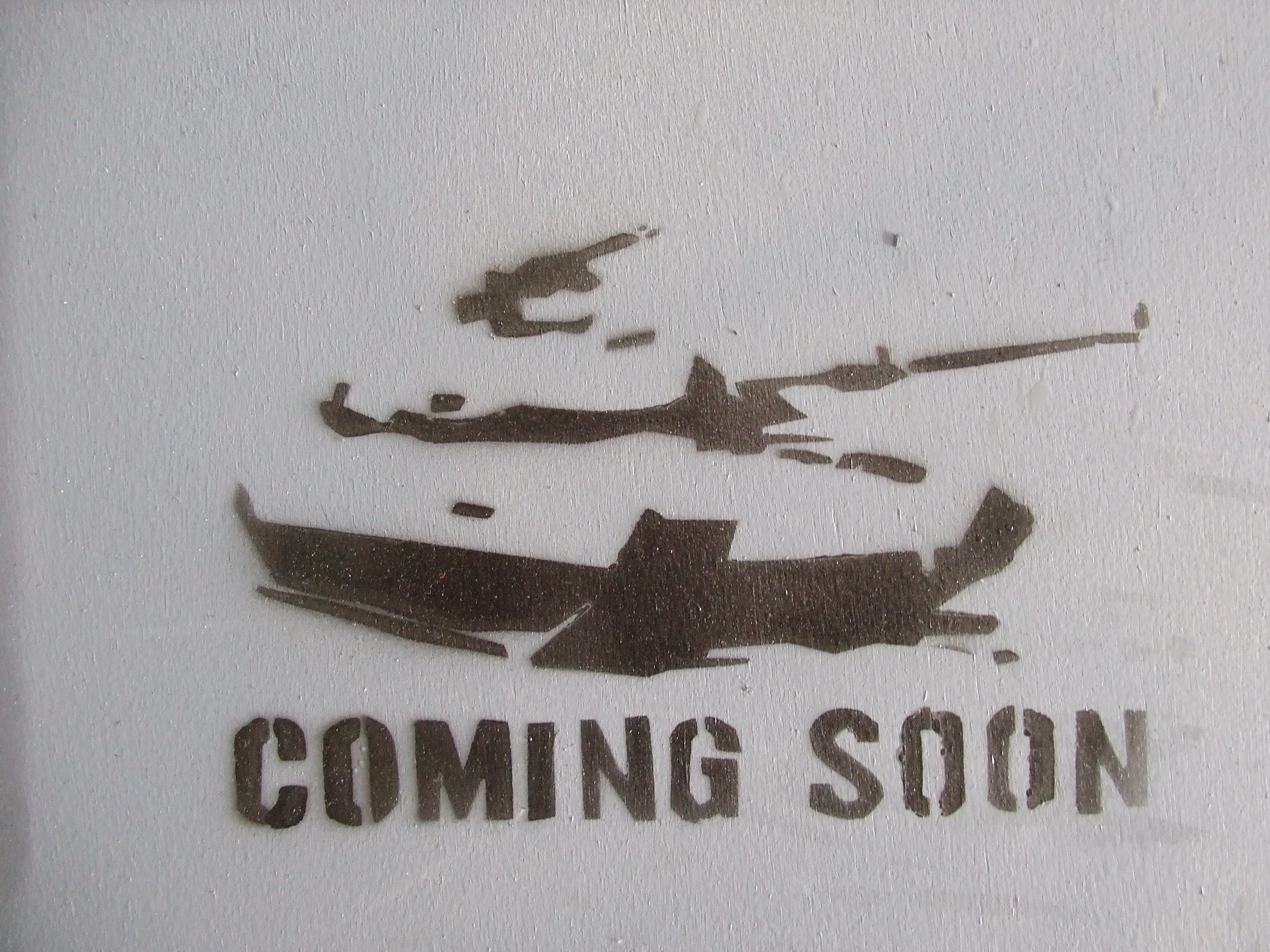
En pacifistisk stencil föreställande en stridsvagn.

Ett exempel på USA:s dubbelmoral ifråga om kampen mot terrorismen är fallet med de fem kubanerna Rene Gonzalez Sehwerert, Ramon Labanino Salazar, Fernando Gonzalez Llort, Antonio Guerrero Rodriguez, och Gerardo Hernandez Nordelo (nu kända som "De fem"). De upptäckte och rapporterade information om över 170 av exilkubaner planerade terrordåd som därmed kunde förhindras.
Den 17 juni 1998 lämnade kubanska myndigheter över de insamlade uppgifterna till representanter för USA:s myndigheter och bad dem vidta åtgärder mot den terrorism som organiseras från deras territorium.
FBI använde uppgifterna, men inte för att stoppa terrorism, utan för att spåra upp och fängsla de fem som avslöjat planerna.
Efter att de fem i 17 månader suttit isoleringsceller påbörjades i Miami en rättegång där de fem anklagades för att ha spionerat på USA och dömdes till långa fängelsestraff. Amnesty, ett antal nobelpristagare och en mängd stödgrupper runtom i världen arbetar för deras frigivning.[källa behövs]

### Användning av tortyr
Amnesty International har hävdat att Patriot Act ger den amerikanska regeringen fria tyglar att kränka de medborgerliga rättigheterna som amerikanerna har från deras grundlag. Regeringen Bushs användning av tortyr och hemliga fängelser med mera har ökat motståndet mot kriget mot terrorismen.

### Minskat internationellt stöd
Det internationella stödet av kriget mot terrorismen har minskat över tiden, både vad gäller folkopinionen och statsöverhuvuden. År 2002 stödde en stor majoritet det amerikanskledda kriget mot terrorismen i Storbritannien, Frankrike, Tyskland, Japan, Indien och Ryssland. Fram till 2006 hade stödet minskat i Storbritannien till en minoritet (49%), Frankrike (43%), Tyskland (47%) och Japan (26%). Även om en majoritet av ryssarna fortfarande stödde kriget mot terrorismen hade stödet minskat med 21 procentenheter. År 2003 stödde 63% av den spanska befolkningen kriget mot terrorismen vilket sjönk till 19% av befolkningen år 2006. 19% av den kinesiska befolkningen stödjer kriget mot terrorismen och mindre än en femtedel av folket i Turkiet, Egypten och Jordanien stödjer det. Det indiska stödet har varit stabilt.

### Egentligen ett stöd för USA:s kontroll över oljefälten
Andrew Kohut sade till U.S. House Committee on Foreign Affairs baserat på opinionsundersökningar utförda av Pew Research Center år 2004 att "majoriteten eller en stor mängd i sju av de nio länderna som intervjuarna fördes sade att kriget mot terrorismen egentligen inte var någon ansträngning för att minska den internationella terrorismen. Det gällde inte bara i muslimska länder som Marocko och Turkiet utan även i Frankrike och Tyskland. Den egentliga anledningen till kriget mot terrorismen enligt skeptikerna skulle vara att USA skulle ha kontroll över oljan i mellanöstern och ett amerikanskt världsherravälde."

### Tvivelaktigt begrepp
Stella Rimington, tidigare chef över den brittiska underrättelsetjänsten MI5, har kritiserat kriget mot terrorismen som en "stor överreaktion" och har fördömt militariseringen som USA har gjort då hon ansåg att det var fel sätt att tackla terrorism på. I januari 2009 skrev den brittiske utrikesministern David Miliband att "begreppet är ytterst vilseledande och felaktigt" och sade senare "Historiker kommer att bedöma om [begreppet] har gjort mer skada än nytta."